# 루벤 아얄라
루벤 우고 아얄라 사나브리아(스페인어: Rubén Hugo Ayala Sanabria, 1950년 1월 8일, 산타 페 주 움볼트 ~)는 아르헨티나의 전직 축구 선수이자 감독으로, 현역 시절 공격수로 활약했다.

## 선수 경력
아얄라는 산타페 주 라스 콜로니아스 군 움볼트 출신으로, 아르헨티나 알마그로의 산 로렌소에서 축구를 시작해 1972년에 전국 리그 무패 우승을 거두었다.
1973년, 그는 대서양을 건너 스페인의 아틀레티코 마드리드로 이적해 몇 차례 우승을 거두었다. 1979년, 그는 멕시코로 건너가 할리스코와 아틀란테에서 활약했다.
그는 현역 시절에 아르헨티나 국가대표팀 25번 출전하여 11번 득점했으며, 1974년 월드컵에 참가(아이티전에서 득점 기록)했다.
그는 단신이라는 특징으로 인해 생쥐(Ratón)라는 별칭이 붙었다.

## 감독 경력
현역 은퇴 후, 아얄라는 멕시코에서 감독일을 시작해 코브라스 데 시우다드 후아레스(1986-1987, 1988-1989), 탐피코 마데로(1987-1988), 코레카미노스(1992-1994), 그리고 파추카(2000-2005) 감독을 역임했다. 파추카 수석 코치를 역임하던 시절, 그는 2001년 겨울과 2003년 하반기에 두 차례 리그 우승에 일조했다.

## 수상
| 시즌                | 구단                | 우승                         |
| ------------------- | ------------------- | ---------------------------- |
| 1972 메트로폴리타노 | 산 로렌소           | 아르헨티나 프리메라 디비시온 |
| 1972 전국           | 산 로렌소           | 아르헨티나 프리메라 디비시온 |
| 1974                | 아틀레티코 마드리드 | 1974년 인터콘티넨털컵        |
| 1976                | 아틀레티코 마드리드 | 1976년 코파 델 레이          |
| 1976–1977           | 아틀레티코 마드리드 | 1977년 라 리가               |